# Духанин, Александр Александрович
Александр Александрович Духанин (1915—2000) — российский учёный, доктор сельскохозяйственных наук, профессор, заслуженный деятель науки РСФСР, директор Новозыбковского филиала ВНИИ удобрений и агропочвоведения им. Д. Н. Прянишникова.

## Биография
Родился 1 октября 1915 года в с. Мокшан Пензенской губернии.
Окончил Мокшанский сельскохозяйственный техникум (1934) и Оренбургский сельскохозяйственный институт по специальности «Агрономия» (1940). С 1940 по 1949 год главный агроном Мокшанского райземотдела и одновременно с 1946 года — преподаватель сельскохозяйственного техникума.
В 1949 году поступил в аспирантуру ВНИИ удобрений и агропочвоведения имени Д. Н. Прянишникова, в 1953 году защитил диссертацию с присвоением степени кандидата сельскохозяйственных наук. С 1953 по 1956 год директор Кузнецкой сельскохозяйственной опытной станции ВИУА /Пензенской области.
В 1956 году назначен директором Новозыбковской опытной станции, затем филиала ВИУА им. Д. Н. Прянишникова, проработал в этой должности до 1989 года. В 1989—1992 гг. главный научный сотрудник-консультант.
В период его руководства на основании многолетних исследований разработана и внедрена в производство система удобрений в севообороте с использованием биологического азота, что позволило повысить урожайность на почвах легкого механического состава.
Урожайность зерновых на полях опытной станции за выросла с 8-9 до 39-40 центнеров с гектара. С 1956 года проводилось внедрение в производство желтого кормового люпина сорта «Быстрорастущий». Выведены новые сорта сераделлы и озимой ржи «Новозыбковская-150».
В 1973 году защитил докторскую диссертацию на тему «Удобрительные свойства и роль корневой системы кормового люпина в повышении плодородия песчаных почв Нечернозёмной полосы». В 1976 году присвоено звание заслуженного деятеля науки РСФСР, а в 1978 — звание профессора.
Автор свыше 70 научных трудов, опубликованных в советской и зарубежной печати. Публикации:
- Люпин несет плодородие пескам [Текст] / А. Духанин. — Тула : Приок. кн. изд-во, 1977. — 113 с. : ил.; 20 см.
- Приемы повышения продуктивности песчаных почв нечернозёмной полосы [Текст]. — Тула : Приок. кн. изд-во, 1968. — 120 с. : ил.; 20 см.
- Химические приемы борьбы с повиликами в посевах клевера [Текст] / А. А. Духанин, канд. с.-х. наук ; Всесоюз. науч.-исслед. ин-т удобрений, агротехники и агропочвоведения. — Пенза : Кн. изд-во, 1955. — 110 с. : ил.; 20 см.

Награждён орденом Трудового Красного Знамени, двумя орденами «Знак Почёта», медалью «За доблестный труд в Великой Отечественной войне 1941—1945 гг.»
Умер 9 августа 2000 года.
Дети:
- Дочь — Духанина Маргарита Александровна, старший научный сотрудник Новозыбковской опытной станции ВНИИА им. Д. Н. Прянишникова.
- Сын — Духанин Юрий Александрович, доктор сельскохозяйственных наук, заслуженный работник сельского хозяйства РФ, почетный работник науки и техники РФ, действительный государственный советник РФ III класса. Начальник управления отраслей сельского хозяйства и перерабатывающей промышленности Министерства сельского хозяйства и продовольствия Правительства Московской области.
- Сын — Духанин Михаил Александрович, кандидат сельскохозяйственных наук, начальник Управления сельского хозяйства Злынковского района Брянской области.